# Vrena kyrka

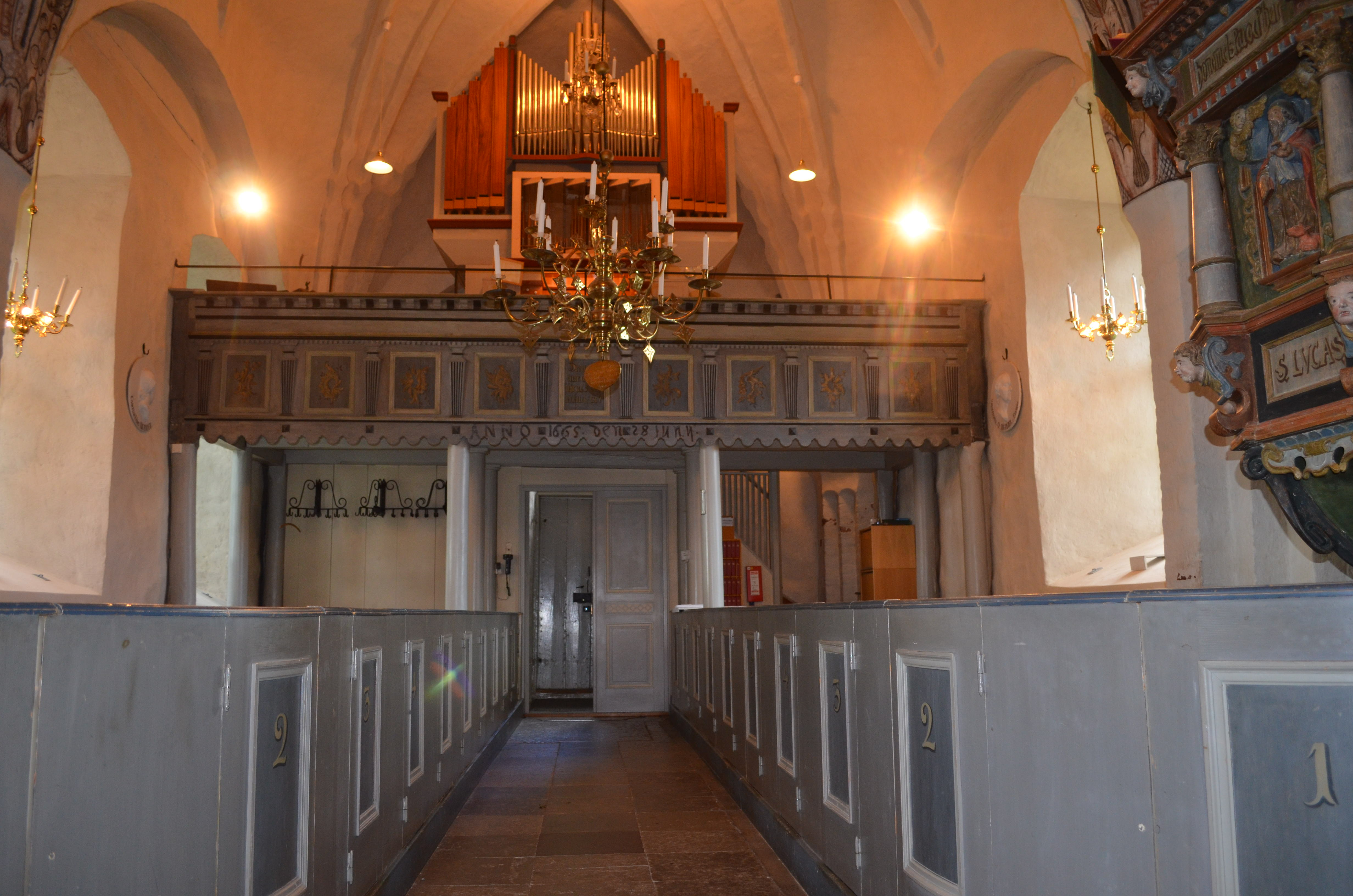
Kyrkosalen med orgelläktaren.

Vrena kyrka är en kyrka i Strängnäs stift som tillhör Stigtomta-Vrena församling. Kyrkan byggdes troligen i mitten av 1200-talet. Sakristian och vapenhuset har tillkommit senare.

## Kyrkobyggnaden
Kyrkorummet hade ursprungligen ett välvt trätak vilket i slutet av 1400-talet ersattes med två stjärnvalv, som vilar på tegelpelare. I koret finns kalkmålningar från 1600-talets början, målade av en okänd mästare till minne av en femtalig barnaskara som dog i pesten. Målningarna föreställer Kristus och apostlarna. Korfönstret, som under 1800-talet delvis murades igen, återställdes i sitt ursprungliga skick 1961.

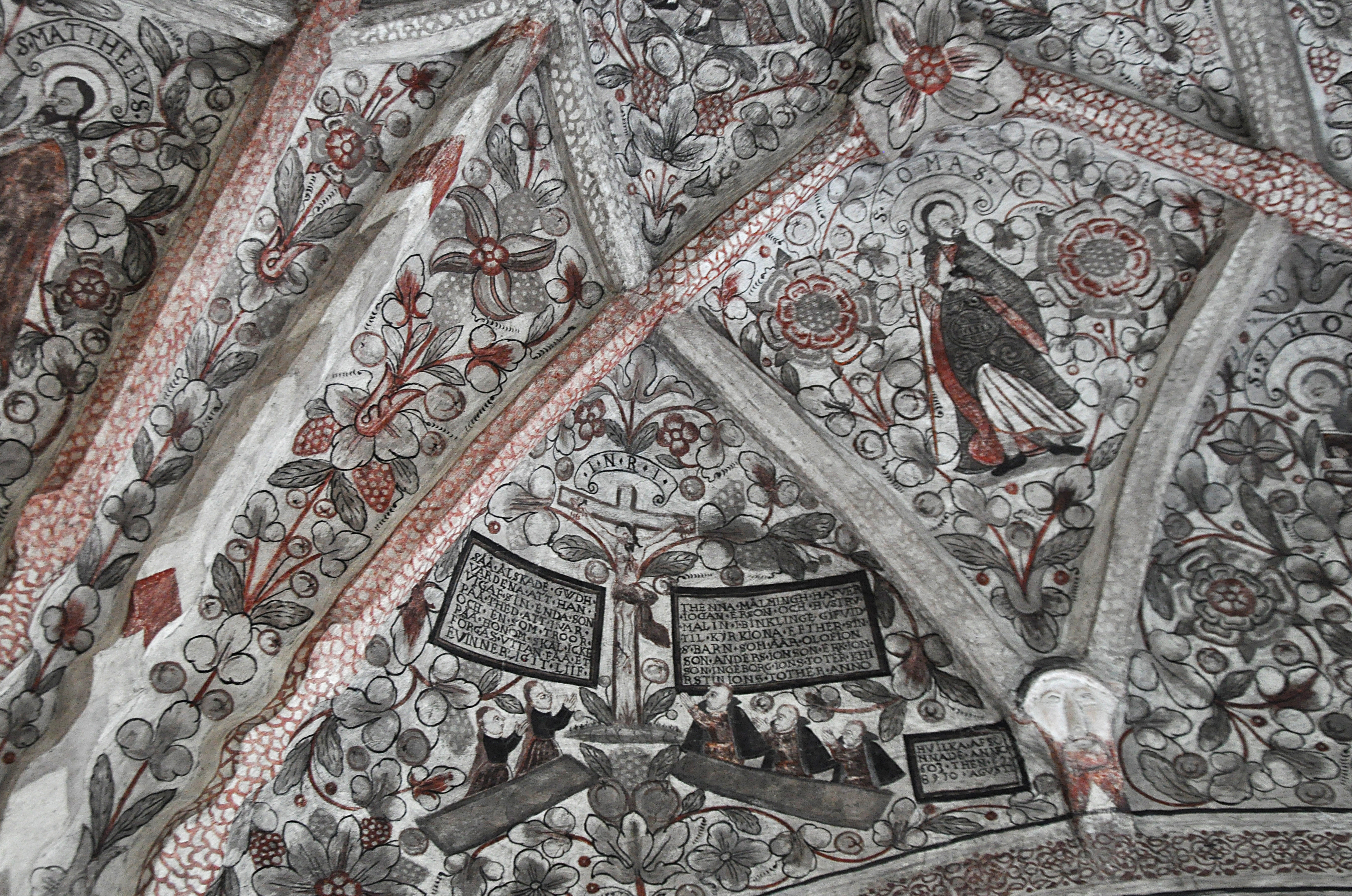
Målningarna i koret.
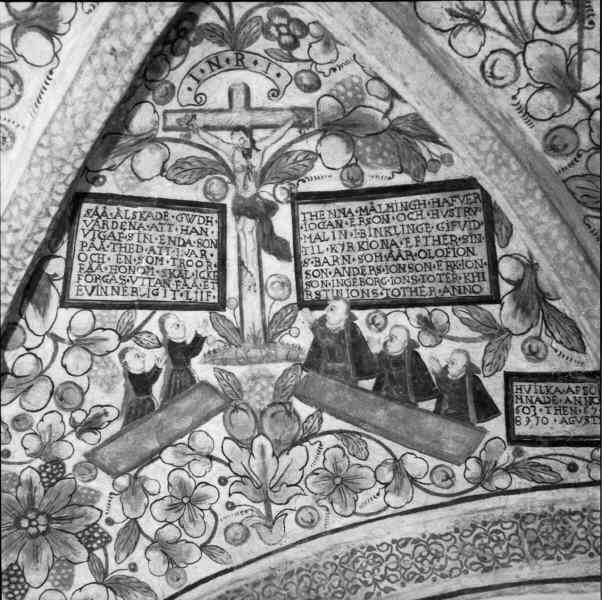
Stiftarmålningen.
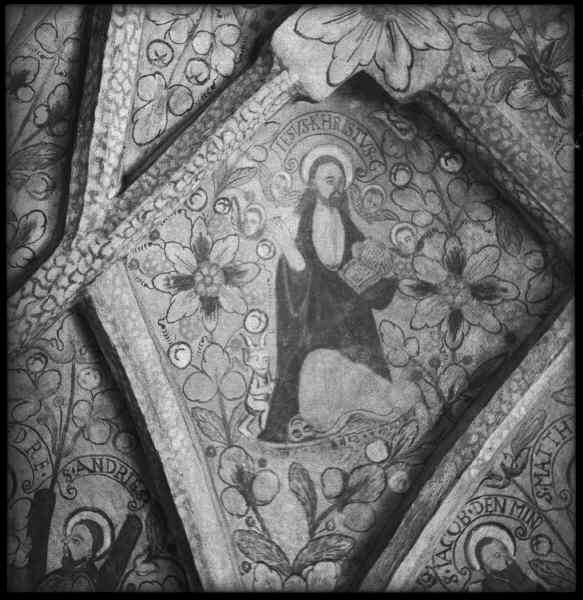
Kristusmålning.

## Inventarier
Predikstolen torde ha tillverkats 1664 för Bettna kyrka. 1765 fick Bettna en ny predikstol, skänkt av Carl Gustav Tessin på Åkerö. Den gamla gavs till Vrena mot att änkeöverstinnan Horn på Tärnö säteri i Vrena betalade halva kostnaden.

### Orgel
- 1863 byggde Erik Adolf Setterquist, Hallsberg en orgel med 5 stämmor. Den reparerades 1885 av E. A. Setterquist & Son, Örebro.[1] Den flyttades 1961 till Nyköpings läroverk.[2]
- Den nuvarande mekaniska orgeln byggdes 1961 av Gustaf Hagström Orgelverkstad, Härnösand.[2]

| Huvudverk I   | Bröstverk II    | Pedal       | Koppel |
| Gedackt 8´    | Rörflöjt 8´     | Subbas 16´  | I/P    |
| Principal 4´  | Spetsgedackt 4´ | Koralbas 4´ | II/P   |
| Blockflöjt 2´ | Principal 2´    |             | II/I   |
| Mixtur 3 chor | Nasat 1 1⁄3'    |             |        |
|               | Krumhorn 8'     |             |        |
|               | Tremulant       |             |        |